# Acalolepta pici
Acalolepta pici es una especie de escarabajo longicornio del género Acalolepta, tribu Monochamini, subfamilia Lamiinae. Fue descrita científicamente por Breuning en 1935.
Se distribuye por las islas Andamán, India. Mide aproximadamente 11 milímetros de longitud.